# Усубзаде, Эльджан
Эльджан Усубзаде (азерб. Elcan Usubzadə) — азербайджанский борец вольного стиля, член национальной юношеской сборной Азербайджана. Серебряный призёр чемпионата Европы среди кадетов 2009 года, бронзовый призёр чемпионата Европы среди кадетов 2010 года, бронзовый призёр чемпионатов Азербайджана среди взрослых (2012, 2014, 2015).